# Pacific-Air-Lines-Flug 773
Pacific-Air-Lines-Flug 773 (Flugnummer: PC773) war ein Linienflug der Pacific Air Lines von Reno in Nevada zum San Francisco International Airport, auf dem am 7. Mai 1964 um 6:49 Uhr (PST) eine Fairchild F-27 nahe der Ortschaft San Ramon in Kalifornien abstürzte. Wahrscheinliche Ursache ist die Verwundung oder Tötung der Cockpitbesatzung durch einen Passagier. Die dann führerlose Maschine prallte daraufhin gegen einen Berghang. Bei dem Aufprall wurden alle noch lebenden Insassen getötet, insgesamt starben 44 Menschen.

## Unfall

### Flugzeug
Der Flug PC773 wurde mit einem Flugzeug der Firma Fairchild vom Typ F-27 mit dem Kennzeichen N2770R durchgeführt. Bei der Fairchild F-27 handelt es sich um einen Lizenzbau der Fokker 27 Friendship, welche mit zwei Turbopropmotoren vom Typ Rolls-Royce 528-7 Dart ausgestattet war. Das Flugzeug wurde 1959 gebaut und an Pacific Airlines übergeben, es hatte bis zum Unfall etwa 10.250 Flugstunden absolviert.

### Unfallhergang
Francisco Paula Gonzales war ein Mitglied der Philippinischen Segelmannschaft bei den Olympischen Sommerspielen 1960 in Rom, wo er den 24. Platz in der Drachenklasse erzielt hatte. Er lebte nun in San Francisco und arbeitete als Lagerist. Aufgrund finanzieller Schwierigkeiten und Problemen in der Ehe galt er in den Monaten vor dem Absturz als verwirrt und niedergeschlagen. Er war erheblich verschuldet, fast die Hälfte seines Einkommens war für die Zinsen und Tilgung seiner Kredite verplant.
Er hatte Freunden und Familienmitgliedern mitgeteilt, dass er am 6. oder 7. Mai sterben werde. In den Wochen vor dem Absturz nahm er fast täglich auf seinen kommenden Tod Bezug. Gonzales kaufte sich über den Freund eines Freundes eine Handfeuerwaffe der Marke Smith & Wesson, die er zahlreichen Freunden auf dem Flughafen zeigte.
In Reno ging er am Abend vor seinem Selbstmord ins Casino, wo er einigen Casinoangestellten sagte, dass es ihm gleichgültig sei, wie viel er verliere, da es morgen keine Rolle mehr spiele.
Flug PC773 hob am 7. Mai 1964 um 5:54 Uhr (PST) mit 33 Passagieren und drei Besatzungsmitgliedern in Reno mit Ziel San Francisco und Zwischenstopp in Stockton ab. Die Besatzung bestand aus dem 52-jährigen Kapitän, dem 31-jährigen Kopiloten und einer 30-jährigen Flugbegleiterin. Beim Zwischenstopp in Stockton verließen zwei Personen das Flugzeug, zehn gingen an Bord, so dass sich beim Abflug um 6:38 Uhr (PST) in Richtung San Francisco 41 Passagiere an Bord befanden.
Um 6:48:15 Uhr (PST), etwa zehn Minuten nach dem Start in Stockton, empfing die Bezirkskontrollstelle Oakland (ARTCC) einen undeutlichen Funkspruch von Flug 773, der später im Labor analysiert wurde. Er lautete: “Skipper’s shot. We’ve been shot. [I was] tryin’ to help.” Kurz darauf verschwand das Flugzeug vom Radarschirm.
In einer Höhe von 5.000 ft (ca. 1.520 m) fliegend ging die F-27 plötzlich in einen Sturzflug über. Die Maschine stürzte auf einen Berghang im südlichen Contra Costa County.
Die Bezirkskontrollstelle versuchte erfolglos PC773 per Funk zu erreichen und fragte daher die Piloten eines in der Nähe befindlichen Linienflugs der United Airlines (UA593), ob sie PC773 sehen könnten. Die Antwort von UA593 war negativ. Eine Minute später meldete sich die Crew der United-Airlines-Maschine jedoch mit der Meldung:

“There’s a black cloud of smoke coming up through the undercast at […] three-thirty, four o’clock position right now. Looks like [an] oil or gasoline fire.”

„Da ist eine schwarze Rauchwolke, die durch die Wolkendecke hochkommt, auf […] Drei-dreißig, jetzt Vier-Uhr-Position. Sieht aus wie ein Öl- oder Benzinfeuer.“

Der Bezirkskontrollstelle in Oakland wurde klar, dass der Rauch, der von der Besatzung des UA-Flugs gesehen wurde, sehr wahrscheinlich von der abgestürzten Maschine des Fluges PC773 stammte.

### Ursachenermittlung
Ermittler des Civil Aeronautics Board (CAB) fanden in dem völlig zerstörten Flugzeugwrack einen Revolver des Herstellers Smith & Wesson, Kaliber .357 Magnum. In der Trommel befanden sich sechs verschossene Patronenhülsen.  Das FBI wurde daraufhin zu den Ermittlungen hinzugezogen, um die kriminalistischen Ermittlungen des Falles durchzuführen. Die Ermittler fanden heraus, dass Gonzales vor seinem Abflug nach Reno bereits den Revolver bei sich führte und zuvor am Flughafen San Francisco Versicherungspolicen für Lebensversicherungen im Gesamtwert über 105.000 US-Dollar zu Gunsten seiner Frau abgeschlossen hatte.
Als wahrscheinliche Absturzursache wird im Unfallbericht der CAB „Schießen auf den Flugkapitän und den Kopiloten durch einen Passagier während des Fluges“ genannt. Beim FBI kam man zum Ergebnis, dass Gonzales der Schütze war.

### Konsequenzen
Am 6. August 1964 trat eine Verordnung in Kraft, in der vorgeschrieben wurde, dass künftig die Tür zwischen Cockpit und Passagierkabine auf allen gewerblichen und Linienflügen während des Fluges verschlossen sein muss. Eine Ausnahme davon war bei einigen Flugzeugtypen für Start und Landung vorgesehen, unter anderem auch für die Fairchild F-27, bei der die Tür zu einem Notausgang für die Passagiere führt.